# Теребені (Псковська область)
Теребені (рос. Теребени) — присілок в Опочецькому районі Псковської області Російської Федерації.
Населення становить 59 осіб. Входить до складу муніципального утворення Болгатовська волость.

## Історія
Від 2015 року входить до складу муніципального утворення Болгатовська волость.

## Населення
| 2001 | 2002 | 2010 | 2013 | 2014 | 2015 | 2016 |
| ---- | ---- | ---- | ---- | ---- | ---- | ---- |
| 75   | ↘74  | ↘52  | ↗61  | ↗65  | ↘53  | ↗59  |